# ZOKKON 命
「Zokkon 命」（ゾッコン・ラブ）は、シブがき隊が1983年5月5日に発売した5枚目のシングル。

## 概要
デビュー2周年を飾る5thシングル。

## 収録曲
1. Zokkon 命（3:14）
作詞：森雪之丞
作曲・編曲：水谷竜緒
2. ヴァージンショックII（3:21）
作詞：三浦徳子
作曲：井上大輔
編曲：馬飼野康二